# Ana Nikolić
Ana Nikolić (kyr. Ана Николић; * 27. September 1978 in Jagodina, SFR Jugoslawien) ist eine serbische Popsängerin.

## Kindheit und Jugend
Ana Nikolić verbrachte ihre Kindheit in Jagodina. Nach dem Abschluss des Sprachengymnasiums besuchte sie die Polytechnische Hochschule in Belgrad und graduierte in Schuhdesign.
Ihren ersten Fernsehauftritt hatte sie 1998 in der Musik Game Show 3K DUR, in der sie das Lied Kolačići von Marina Perazić vortrug.

## Karriere
2003 trat sie mit ihrem Lied Januar bei der Ausscheidungssendung Beovizija 2003 an und erhielt daraufhin 2004 den Preis für den Newcomer des Jahres. Danach brachte unter dem Label City Records ihr erstes Studioalbum mit dem Titel Januar heraus.
Nach dem ersten Album machte sie eine künstlerische Pause und trat dann 2006 bei der Beovizija, der damaligen Vorausscheidung zum Eurovision Song Contest 2006, mit dem Lied Romale Romali an und erreichte den vierten Platz.
2007 brachte sie ihr zweites Album Devojka od čokolade (Mädchen aus Schokolade) heraus. Sie ging im selben Jahr auf Tournee unter dem Titel Čokolada.
Im Dezember 2008 veröffentlichte sie ein Album mit ihren größten Hits und zwei neuen Songs als The platinum collection.
Bei der Beovizija 2009 trat sie, als Ersatz für die Sängerin Nataša Bekvalac, mit dem Lied Bili smo najlepši (Wir waren die schönsten) an. Wegen eines Rechenfehlers wurde sie erst nachträglich für das Finale nominiert, trat jedoch aus Protest nicht auf.
2012 veröffentlichte sie Baksuze, die erste Single aus dem 2013 veröffentlichten Album Milion Dolara. Am 9. Juli 2013 folgte dann die Premiere der Single Milion Dolara, die dem Album den Namen gab.

## Rezeption in den Medien
Nikolić wurde durch ihr Image als verführerische Femme Fatale schnell auf dem Balkan bekannt. Sie selbst betrachtet dieses Image als reine Bühnenpersönlichkeit.

## Diskografie

### Alben
- 2003: Januar
- 2006: Devojka od Čokolade
- 2010: Mafia Caffe
- 2013: Milion Dolara
- 2016: Labilna

### Kompilationen
- 2008: The Platinum Collection
- 2015: The Best Of

### Singles (Auswahl)
| - 2003: Vatra (mit Haris Džinović) - 2006: Romale, Romali - 2008: Ekstaza - 2008: Hoću Da Te Gledam - 2010: Mišo Moj - 2010: Džukelo - 2013: Đavo - 2013: Milion Dolara (mit Nikolija) - 2013: Pilule - 2013: Loše Ti Je Bilo - 2016: Konkretno (mit Rasta) - 2016: Labilna (mit Rasta) | - 2016: Frigidna (mit Rasta) - 2016: Frikovi - 2016: Mala - 2016: 200 Sa 100 - 2016: Telo - 2017: Slucajnost (mit Rasta) - 2020: Bilo je lepo - 2020: Klinika - 2020: Zeno - 2020: Hijene - 2020: Ti si kriv - 2020: Nije mi do seksa |

## Filmographie
- Pare ili život (2008)[7]